# Internazionali d'Italia 1978
Gli Internazionali d'Italia 1978 sono stati un torneo di tennis giocato sulla terra rossa. 
È stata la 35ª edizione degli Internazionali d'Italia, che fa parte del Colgate-Palmolive Grand Prix 1978 e del WTA Tour 1978. 
Sia il torneo maschile che quello femminile si sono giocati al Foro Italico di Roma in Italia.

## Campioni

### Singolare maschile
Björn Borg ha battuto in finale  Adriano Panatta con il punteggio di 1–6, 6–3, 6–1, 4–6, 6–3

### Singolare femminile
Regina Maršíková ha battuto in finale  Virginia Ruzici con il punteggio di 7–5, 7–5

### Doppio maschile
Víctor Pecci /  Belus Prajoux hanno battuto in finale  Jan Kodeš /  Tomáš Šmíd con il punteggio di 6–7, 7–6, 6–1

### Doppio femminile
Mima Jaušovec /  Virginia Ruzici hanno battuto in finale  Florența Mihai /  Betsy Nagelsen  6–2, 2–6, 7–5